# جزء و کل
جزء و کل (به آلمانی: Der Teil und das Ganze) کتابی از ورنر هایزنبرگ است.
ورنر هایزنبرگ از جمله پایه‌گذاران مکانیک کوانتومی است که دغدغه‌های متافیزیکی دارد. او در کتاب «جزء و کل»، سیر زندگی علمی خود را که بیشتر حول محور دغدغه‌ی او نسبت به مکانیک کوانتومی و چگونگی تعبیر و معنا یافتن آن شکل می‌گیرد بیان کرده است. این کتاب با رعایت سیر تاریخی از شروع آشنایی هایزنبرگ با نظریه‌ی اتمی در سال ۱۹۲۰ آغاز می‌شود و با گذر از سال‌های جنگ جهانی دوم و نقش آلمان و دانشمندان فیزیک در آن، چگونگی پیگیری روند فیزیک نظری را به طور کلی نشان می‌دهد. اما آنچه این کتاب را خواندنی می‌کند نه بیان این سیر تاریخی است، بلکه همان طور که گفته شد بازتاب گفتگوهای شکل‌گرفته حول فیزیک نوین و مسائل متافیزیکی با فیزیکدانان و فیلسوفان است؛ افرادی که یا در شکل‌گیری فیزیک جدید که شامل نظریه‌ی نسبیت و فیزیک اتمی جدید است نقش اصلی دارند، مانند ماکس پلانک، آلبرت اینشتین و نیلز بور، و یا ادامه‌دهنده، صورت‌دهنده و پرورش‌دهنده‌ی آن هستند، مانند لویی دو بروی، ولفگانگ پاولی، اروین شرودینگر. هایزنبرگ در این کتاب در دو فصل به مفاهیم متافیزیکی و دینی مشخصی همچون خدا و نسبت آن با جهان و دین و رابطه‌ی آن با علم پرداخته است. 

## ترجمهٔ فارسی
این کتاب با ترجمهٔ حسین معصومی همدانی در سال ۱۳۶۸ منتشر و در مراسم کتاب سال جمهوری اسلامی ایران به‌عنوان کتاب برگزیده معرفی شد.